# 木三原さくら
木三原 さくら（きみはら さくら、1989年3月28日 - ）は、日本の女優、タレント。岐阜県出身。身長168cm、スリーサイズはB82・W59・H84、靴のサイズは24cm。加藤企画と業務提携を結んだ上でフリーで活動している。

## 出演

### テレビドラマ
- 失恋ショコラティエ（2014年1月13日 - 3月24日、フジテレビ） -  ショップ店員 役
- 慰謝料弁護士〜あなたの涙、お金に変えましょう〜 第3話「主婦の悲痛な叫び…積年の恨みで熟年離婚」（2014年1月23日、読売テレビ） - 西園寺綾香  役
- シンデレラデート 第31話「踏み出した茨の道・・・」（2014年12月16日、東海テレビ） - 店員 役
- 少女のみる夢（2016年7月4日、テレビ朝日） - 看護師・由美子 役
- 模倣犯（2016年9月21日・9月22日、テレビ東京） - 監禁女 役
- ゆるい 第12話「夢のあと」（2016年9月23日、TOKYO MX） - 美人処刑人 役
- 魔法×戦士 マジマジョピュアーズ! 第10話「ミツキのスマッシュ! エースをねらえ」（2018年6月3日、テレビ東京系列） - 教師 役[2]

### その他のテレビ番組
- 全力坂（2014年2月26日・3月6日、テレビ朝日）
- 競輪LIVE!チャリロトよしもと（2022年3月 - 、BSよしもと）※不定期出演

### CM
- JRA プロモーションCM「HOT HOLIDAYS！」～春編～[3]

### ネット番組
- チャリチャン＠チャリロト[4]（2013年8月31日[5] - ）
- NO KEIRIN, NO LIFE

### DVD
- 女戦闘員物語 バンドブレ2（2013年10月25日、ZENピクチャーズ）
- 新・ヒロイン危機一髪!!02 チャージレディ TWO or DEATH（2014年8月22日、ZENピクチャーズ） -  女王マリナス 役
- 忍者特捜ジャスティーウィンド（前編：2016年10月14日 後編：2016年10月28日、ZENピクチャーズ） -  海野アオイ（マイティーウィンド） 役

### 書籍
- ポートレイトノススメ（2016年2月13日、日本写真企画）